# Херман Мелвил
Херман Мелвил (на английски: Herman Melville, също и Хърман Мелвил, 1819 – 1891) е американски писател. Пише проза и поезия.
Творчеството му е основно в областта на маринистиката. Най-известната му книга е романът „Моби Дик“ (1851).

## Ранен живот
Роден е в Ню Йорк през 1819 г., в семейството на отначало преуспяващ търговец на вносни стоки (3-то от 8 деца), който впоследствие претърпява поредица от несполуки в бизнеса си и е сполетян от умствено разстройство и ранна смърт. 
Мелвил е принуден да работи от 13-годишна възраст, като същевременно учи. На 18 години завършва образованието си и става учител в начално училище, но скоро напуска, за да опита силите си в журналистиката. Не успява и на 19 години се качва като моряк на търговски кораб до английското пристанище Ливърпул и обратно. След завръщането си за кратко се установява в щата Илинойс.

## Книги, публикувани преди "Моби Дик"
Доведен до отчаяние от непрекъснати финансови затруднения, на 21 години Мелвил се включва в екипажа на китоловен кораб. Маршрутът на китоловците минава покрай Южна Америка, през Тихия океан към Южните морета. Капитанът е жесток човек, условията на работа са непоносими и 18 месеца след качването си Мелвил, заедно с друг моряк, избягва от кораба на Маркизките острови. Там прекарва месец сред племе от канибали, които се отнасят неочаквано добре с него. Преживяванията от китоловния му опит дават богат материал за първия му роман „Тайпи“ (1846) – смесица от истински и измислени случки, разказани занимателно и с майсторска лекота.
С публикуването на „Тайпи“ Мелвил изведнъж става любимец на публиката. Окуражен от първоначалния си успех, той използва екзотичните си преживявания по море, за да напише цяла серия приключенски морски романи: „Ому“ (1847) и „Марди“ (1849) за полинезийските островитяни, „Обгорял от слънцето“ (Redburn) (1849) – романизирана история на пътуването му до Ливърпул, „Белият мундир“ (White Jacket) (1850) – алегорична история за живота по море на борда на военен кораб. Шедьовърът му е „Моби Дик, или китът“, който се появява през 1851 г. 
Междувременно се жени за Елизабет Нап Шоу, от която има 4 деца. 

## Творчество от "Моби Дик" до смъртта му
„Моби Дик“ е разказ за патилата на група моряци, чийто капитан преди време е инвалидизиран при несполучливия лов на един гигантски кит, отличаващ се с бледия си цвят и е прекалено силно решен да го намери и убие. Накрая се случва по-скоро обратното - кашалотът, който преследват сякаш ще бъде уловен, но тогава той самият напада кораба и избива почти всички.
Освен въобще правдиво и занимателно четиво, книгата е и своеобразен наръчник на китоловеца, за чието написване са ползвани сериозни научни трудове, както и дълбоко философска алегория за живота, нарушаваща редица табута и полагаща на сатирична критика минали и тогавашни хора и нрави. При написването на „Моби Дик“ Херман Мелвил е силно повлиян от Натаниел Хоторн, с когото се запознава през 1850 г. и който точно по това време публикува романа си „Алената буква“. Вдъхновение черпи и от Библията (например капитанът на кораба "Пекод", около опитите за осъществяването на фикс-идеята на който, се гради романът е наречен с името на митичният еврейски цар Ахав), Шекспир и Джон Милтън, както и фолклорни жанрове, особено - от моряшките разкази. Въпреки своята значимост, романът приживе на автора остава зле приет от публиката и литературната критика. Продадени са само около 3000 бройки, следващите творби на Мелвил, с които той се мъчи да компенсира загубите си от него (но които също са писани в същия дух на експериментаторство) не е изпълняват предназначението си и той изпада окончателно в изолация, забвение и финансови затруднения. Изоставя прозата и се насочва към поезия, но така и не възвръща популярността си. В края на живота си е вече почти забравен, а новината за смъртта му удивлява оцелелите му почитатели, много от които всъщност не знаят, че все още е бил жив до 1891 г. „Моби Дик“ става известна и масово четена книга едва около 1920-те години., когато е преоткрита от литературните историци, които оценяват нейната авангардност и високи качества. С това и самият Херман Мелвил е посмъртно реабилитиран.

## Произведения

### Самостоятелни романи
- Mardi (1849)
Марди, изд.: „Георги Бакалов“, Варна (1983), прев.
- Redburn (1849)
- White-Jacket (1850)
- Moby Dick (1851)
Белият кит: Моби Дик, изд. „Т. Ф. Чипев“ (1935), прев. Лазар Голдман
Моби Дик или Белия кит, изд.: „Народна младеж“, София (1962), прев. Невяна Розева
Моби Дик, изд.: „Народна култура“, София (1977), прев. Невяна Розева
Моби Дик, изд.: „Георги Бакалов“, Варна (1983), прев. 
Моби Дик, изд.: „Вестникарска група България“, София (2009), прев. Невяна Розева
Моби Дик: капитан Ахав преследва белия кит, изд.: „Емас“, София (2009), прев. Ваня Пенева
Моби Дик, изд.: „Изток-Запад“, София (2014), прев. Невяна Розева

- Pierre (1852)
- Bartleby the Scrivener (1853)
Бартълби, писарят в „Омагьосаните острови и други новели“, изд.: „Народна младеж“, София (1975), прев. Надя Сотирова
Бартълби, писарят: история от Уолстрийт, изд.: ИК „Критика и хуманизъм“, София (2013), прев. Тодор Петков
- Israel Potter (1855)
Израил Потър, изд.: „Георги Бакалов“, Варна (1984), прев.
- The Confidence-Man (1857)
- Billy Budd, Sailor (1924) – издаден и като „Billy Budd“
Били Бъд, морякът: свидетелски разказ, изд.: ИК „Критика и хуманизъм“, София (2013), прев. Тодор Петков

### Сборници
- Benito Cereno (1855)
Омагьосаните острови и други новели, изд.: „Народна младеж“, София (1975), прев. Надя Сотирова
Омагьосаните острови, изд.: „Георги Бакалов“, Варна (1983), прев. Белин Тончев
- The Piazza Tales (1856)
- Uncollected Prose (1856) – поезия
- Battle Pieces (1866) – поезия
- Clarel (1876) – поезия
- John Marr and Other Sailors (1888) – поезия
- Timoleon (poems) (1891)

### Документалистика
- Typee: A Peep at Polynesian Life (1846)
Тайпи: Роман за живота на полинезийците, изд.: „Народна култура“, София (1967), прев. Никола Милев
Тайпи, изд.: „Георги Бакалов“, Варна (1983), прев.
- Omoo: A Narrative of Adventures in the South Seas (1847)
Ому: Приключения из Южните морета, изд. „Георги Бакалов“ Варна (1980), прев. Борис Миндов

### Книги за писателя
- Melville the poet (1946) – от Робърт Пен Уорън
- Melville (1962) – от Робърт Пен Уорън
- In Search of Moby Dick (1999) – от Тим Северин